# 冬季风暴

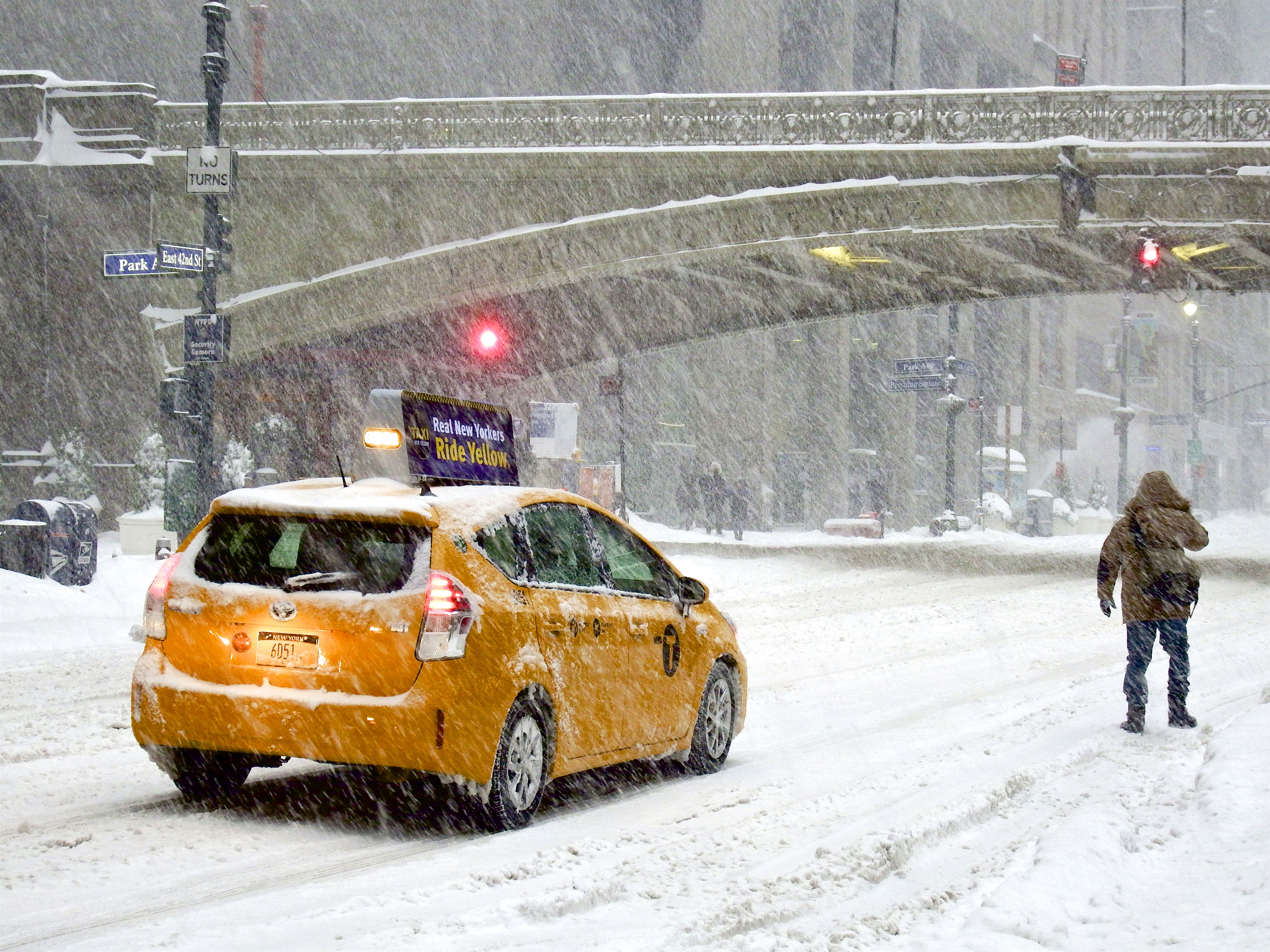
2016年纽约市暴风雪期间的大雪和强风

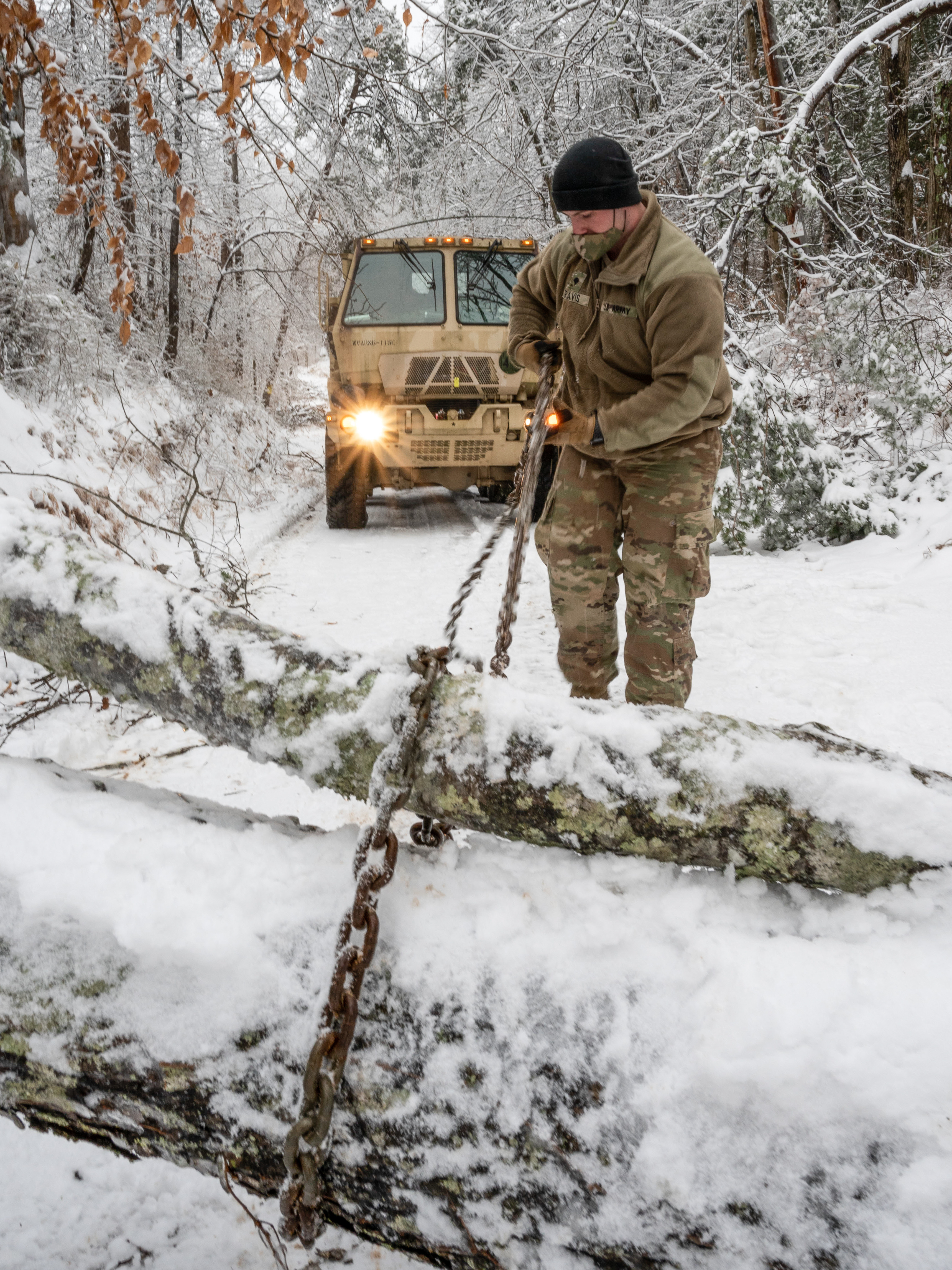
2021 年 2 月，西弗吉尼亚州普特南县的一场冬季风暴过后，国民警卫队成员清理了一条倒下的树木。

冬季风暴是一种风与各种降水同时发生的事件，这些降水仅在冰冻温度下才会出现，例如雪、雨夹雪或冻雨。在温带大陆性气候带，这些风暴不一定限于冬季，也可能发生在深秋和早春。具有强风和其他条件满足一定标准的称为暴风雪。

## 形成
当潮湿的空气上升到大气层中，就会形成冬季风暴，在地面附近产生低压并在空中形成云层。空气也可以被山丘或大山向上推。向上运动称为升力。 水分被风从大湖或海洋等大片水域收集。如果温度低于冰点， 0 °C（32 °F） ，靠近地面和云层上方，降水会以雪、冰、雨雪混合（雨夹雪）、冰粒甚至霰（软冰雹）的形式下落。  由于冷空气不能像暖空气那样保持尽可能多的水分，因此总降水量将少于较高温度时的降水量。 

### 术语
称为“冬季风暴”的严重冬季天气条件可以是满足 24 小时标准的当地天气，也可以是覆盖大陆部分地区数天的大型风暴系统。伴随着大而巨大的冬季风暴，极端天气所覆盖的任何地区的天气通常被称为“风暴”，即使并非所有地方都符合冬季风暴的气象标准。 这方面的一个例子是2021 年 2 月 13 日至 17 日的北美冬季风暴，其降雪量和温度低于冰点，南至德克萨斯州和墨西哥湾。  

## 暴风雪
暴风雪是大量降雪的风暴。 2英寸（5.1 cm）的积雪足以对交通和学校交通造成严重干扰（因为很难在光滑的道路上驾驶和操纵校车）。在降雪不典型但可能发生大量积雪的地方尤其如此。在典型降雪的地方，如此小的降雪很少具有破坏性，因为市政当局有效地清除了冰雪，增加了四轮驱动和雪地轮胎的使用，以及司机更习惯了冬季条件。降雪量超过6英寸（15 cm）通常具有普遍的破坏性。
在1888 年和1947 年以及 1990 年代初期和中期，美国发生了大量严重的暴风雪，其中一些是暴风雪。 1947年的降雪量超过2英尺（61 cm） ，从耕作的漂移和雪堆达到12英尺（3.7米）几个月来，由于温度没有升高到足以融化雪的程度。 1993 年的“超级风暴”在大部分受灾地区表现为暴风雪。
严重的暴风雪可能非常危险： 6英寸（15 cm）积雪深度会使一些未开垦的道路无法通行，汽车可能会被困在雪地中。积雪深度超过12英寸（30 cm）特别是在南部或一般温暖的气候下，会使一些房屋的屋顶塌陷并导致电力损失。站立的死树也可能被雪的重量压倒，尤其是在潮湿的情况下。在有风的条件下，即使是几英寸厚的干雪也能形成几英尺高的积雪。

### 降雪带来的危害

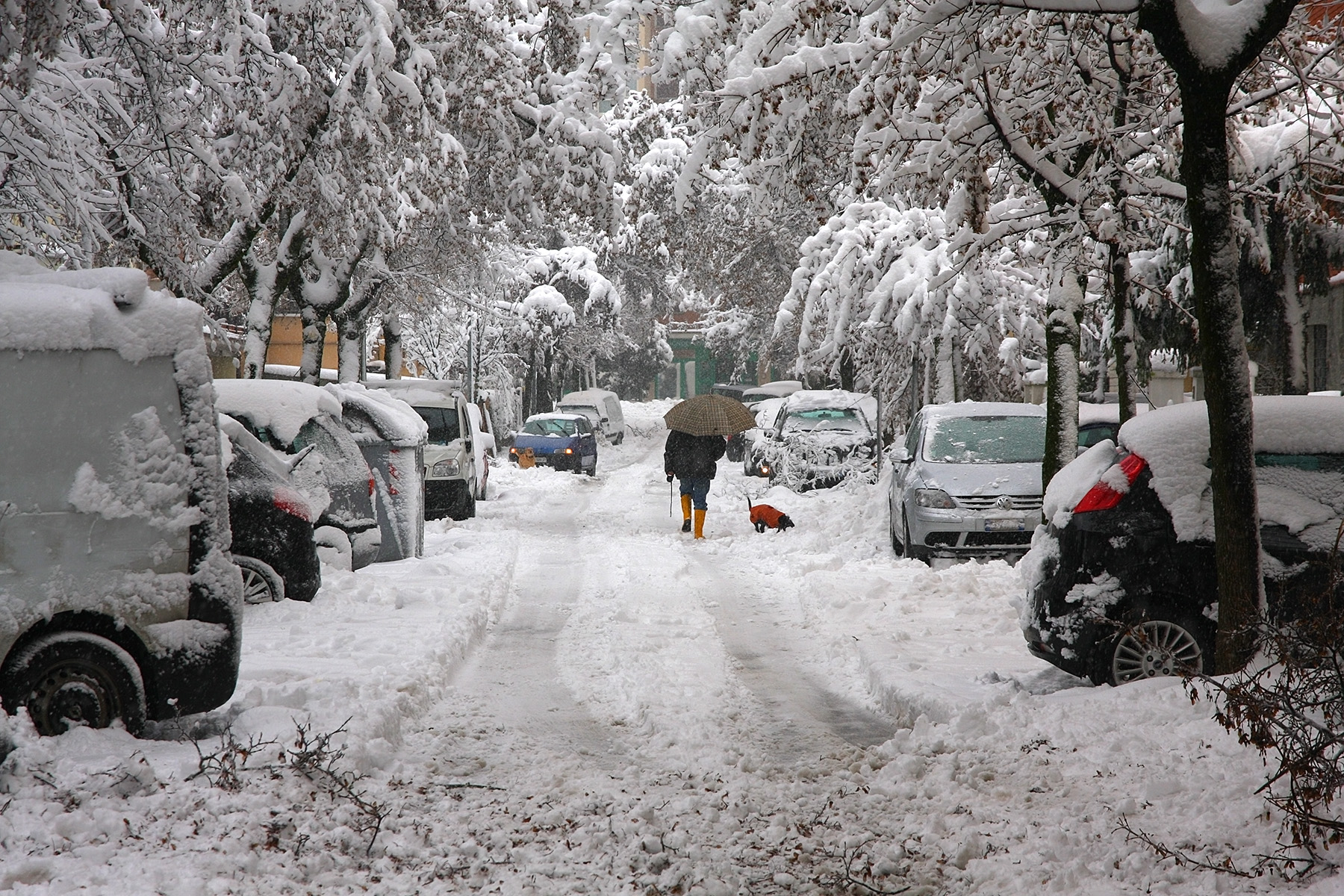
意大利摩德纳的暴风雪

积雪会使驾驶机动车辆非常危险。道路上的积雪减少了轮胎与路面之间的摩擦，进而大大降低了车辆的机动性。因此，在下大雪的同时，公共道路和高速公路的平均行驶速度降低了 40%。 下雪会降低能见度，而强风会进一步加剧这种情况，而强风通常与产生大雪的冬季风暴有关。在极端情况下，这可能会导致长时间的白光情况，由于下雪或吹雪，能见度降低到只有几英尺。这些危险即使在降雪结束后出现强风时也会显现出来，因为这些风会将降雪卷回道路并降低过程中的能见度。如果风足够强，这甚至可能导致暴风雪。 大雪会使车辆完全无法动弹，这可能是致命的，具体取决于救援人员需要多长时间才能到达。积雪堵塞车辆的排气管可能会导致车厢内积聚一氧化碳。 

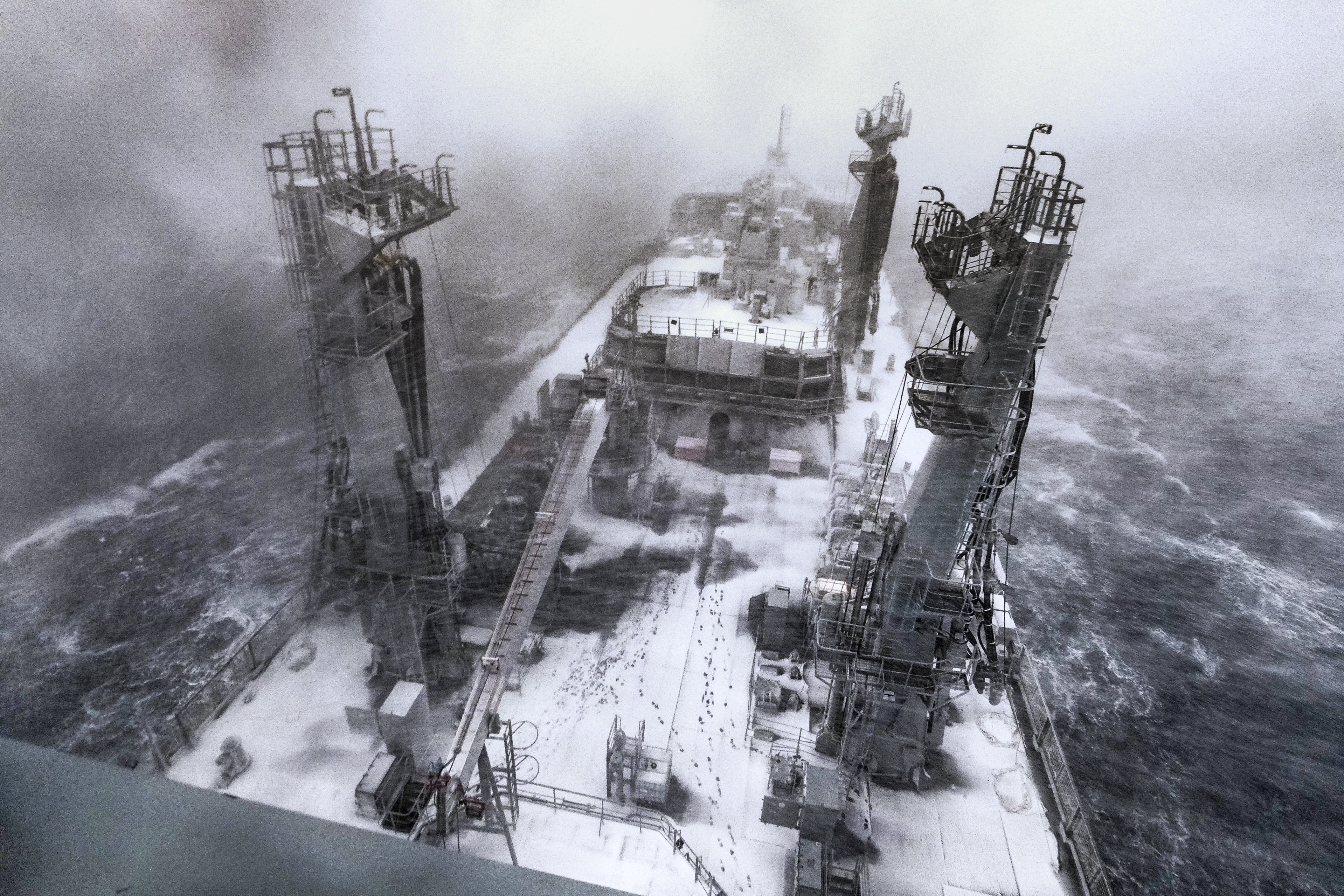
英吉利海峡普利茅斯以南的RFA Tidespring甲板上，冬季暴风雨中潮湿的雪和雨夹雪。

根据大气中的温度分布，雪可以是湿的或干的。干雪更轻，更容易被风吹走，积雪效率更高。由于含水量增加，湿雪更重。大量积雪会导致屋顶损坏。它还需要相当多的能量来移动，再加上恶劣的天气条件，这可能会在铲土时造成健康问题。许多心脏病发作导致的死亡可归因于除雪。 当雪足够“粘”时，湿雪会积聚到高架表面上，这可能会以类似于冰暴期间积冰的方式造成广泛的树木和电力线损坏。在一场重大的冬季风暴期间，电力可能会中断数天，这通常意味着建筑物内的供暖损失。除了因暴露于寒冷而导致体温过低的明显风险外，与暴风雪相关的另一个致命因素是一氧化碳中毒，只要发电机或加热设备的燃烧产物没有正确排放，就会发生这种中毒。当气温下降时，道路上部分或完全融化的雪会重新结冰，形成黑冰。

## 冻雨

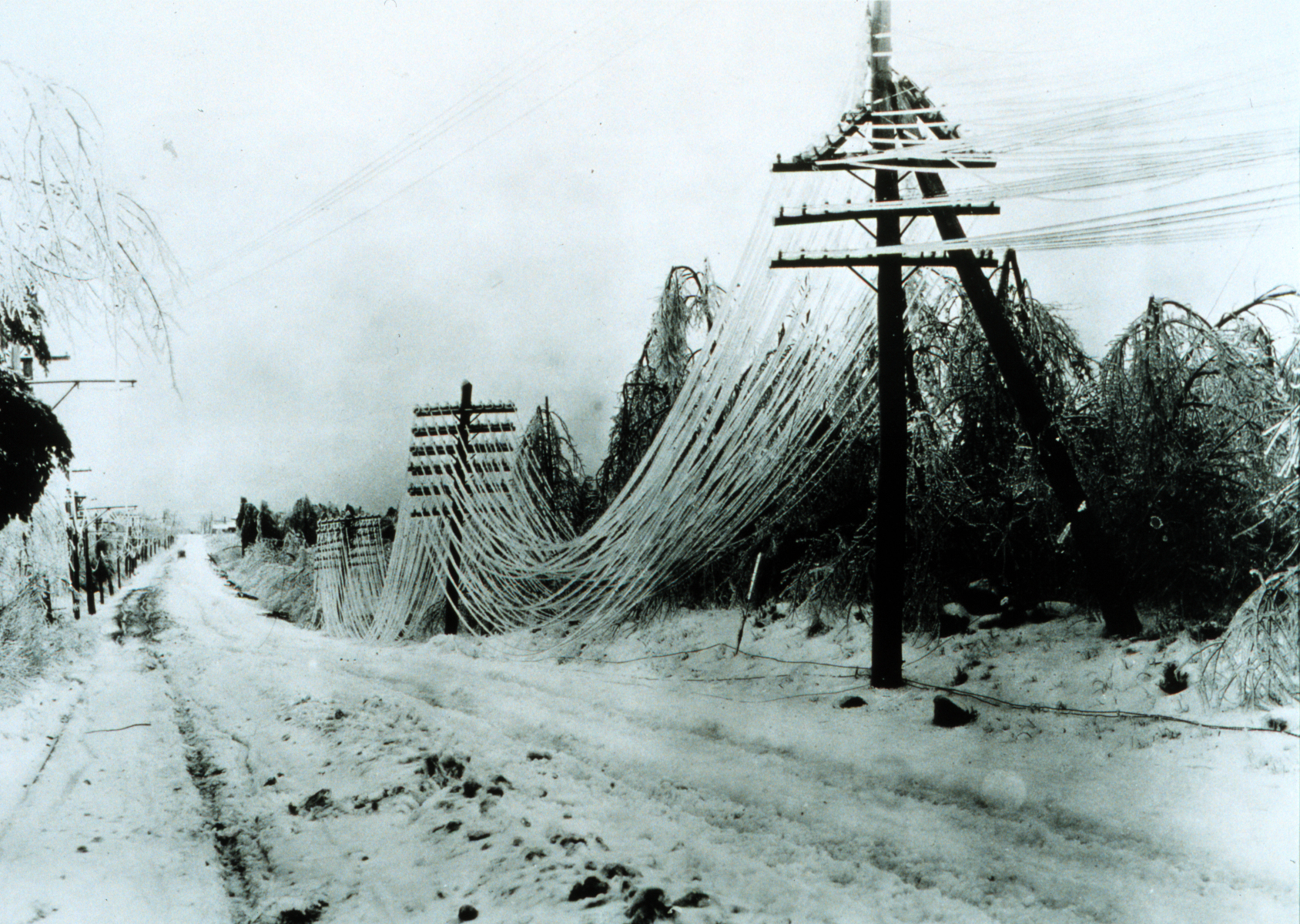
被冰覆盖，电源线和电话线下垂并经常断裂，导致停电。

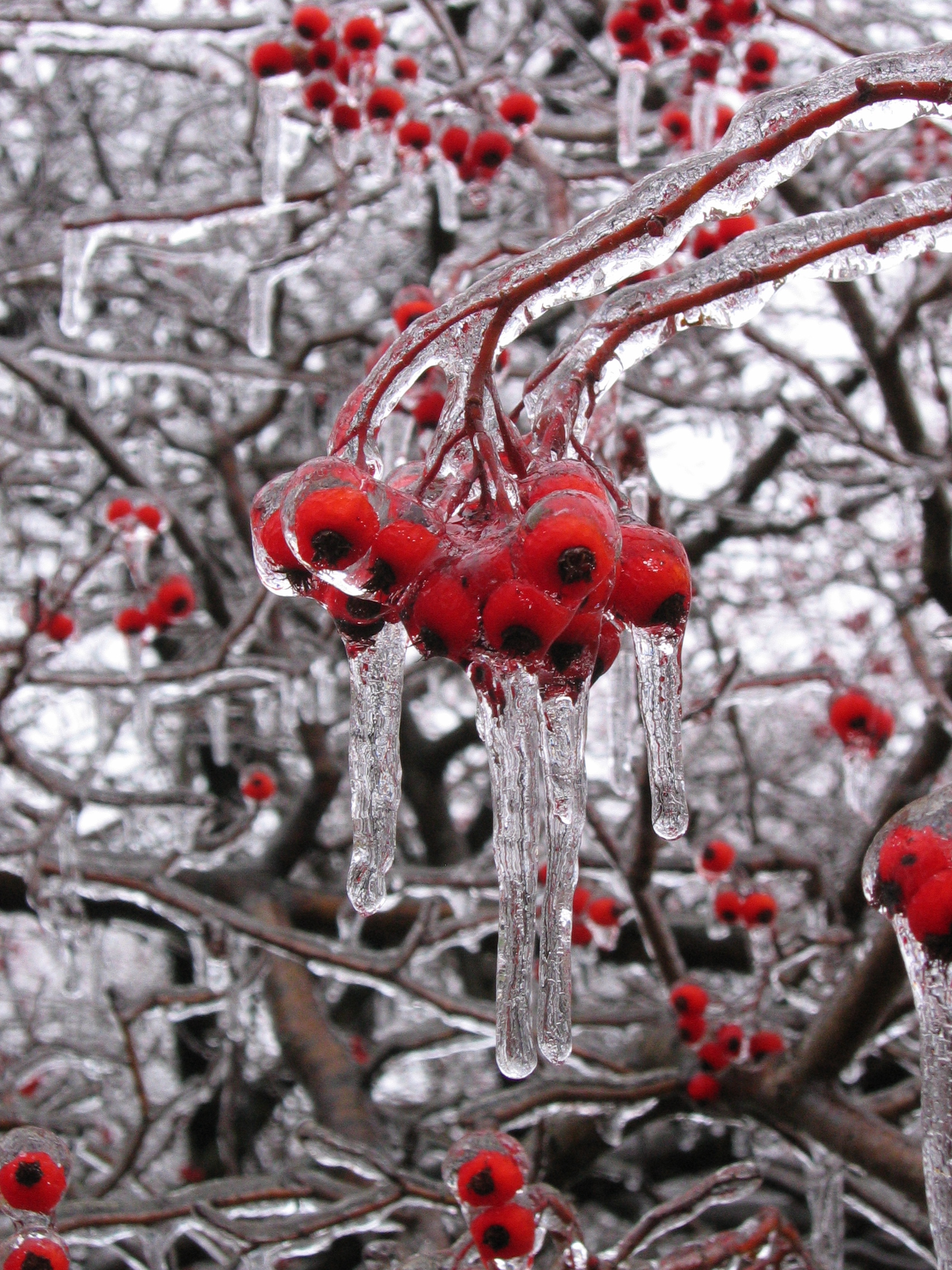
由于冻雨，海棠被冰冷的釉料覆盖。冰暴经常覆盖许多表面。春季可能发生的严重冰暴会杀死植物的生命。

大阵雨冻雨是冬季风暴中最危险的类型之一。它们通常发生在一层暖空气盘旋在一个区域上空，但距地面几米的环境温度接近或低于0 °C（32 °F）时 ，地面温度低于冰点。
10 cm（3.9英寸）降雪量按照美国北部和加拿大的标准是可以控制的，可是10 mm（0.39英寸）冰暴的降水会使一个地区瘫痪；驾驶变得极其危险，电话线和电源线受损，庄稼也会被毁坏。 

### 著名的冰暴
著名的冰暴包括 1998 年与厄尔尼诺现象有关的北美冰暴，它影响了加拿大东部的大部分地区，包括蒙特利尔和渥太华，以及纽约州北部和新英格兰的部分地区。 300 万人断电，有些人断电长达六周。蒙特利尔皇家山公园三分之一的树木以及大部分产糖的枫树都遭到破坏。风暴造成的经济损失估计为 30 亿加元。
- 2000 年圣诞节冰风暴在阿肯色州、俄克拉荷马州和德克萨斯州的部分地区造成了毁灭性的电力问题。阿肯色州特克萨卡纳市遭受的破坏最为严重，一度失去使用电话、电力和自来水的能力。在阿肯色州、俄克拉荷马州、德克萨斯州和最终路易斯安那州的一些地区，超过1英寸（25 mm）从冻雨中积聚的冰。 [11] [12]
- 2002 年北卡罗来纳州的冰风暴导致该州大部分地区出现大规模电力中断，并因树木倒下而造成财产损失。除该州西部山区外，北卡罗来纳州很少有大雪和结冰的情况。
- 2005 年 12 月冰风暴是另一场严重的冬季风暴，于 12 月 14 日至 16 日在美国南部的大部分地区造成了广泛的冰灾。它导致停电和至少7人死亡。
- 2005 年 1 月堪萨斯州的冬季风暴在冰风暴对 32 个县造成近 3900 万美元的损失后，被乔治·W·布什总统宣布为主要灾区。联邦资金在 2005 年 1 月 4 日至 6 日期间提供给各县，以帮助恢复进程。 [13]
- 2009年1月中原和中西部冰风暴，是一场严重的历史性冰风暴。风暴袭击的大多数地方，看到2英寸（51）或更多的冰堆积，上面有几英寸的雪。这导致电力线路中断，导致一些人几天甚至几周没有电。在某些情况下，停电一个月或更长时间。在风暴最严重的时候，超过 200 万人断电。
- 2021 年冬季风暴是自1996 年暴风雪影响美国中西部和东南部大部分地区以来最致命的冬季风暴。得克萨斯州因该州电网故障而备受关注，导致全州停电 7-10 天。

## 为冬季风暴做准备

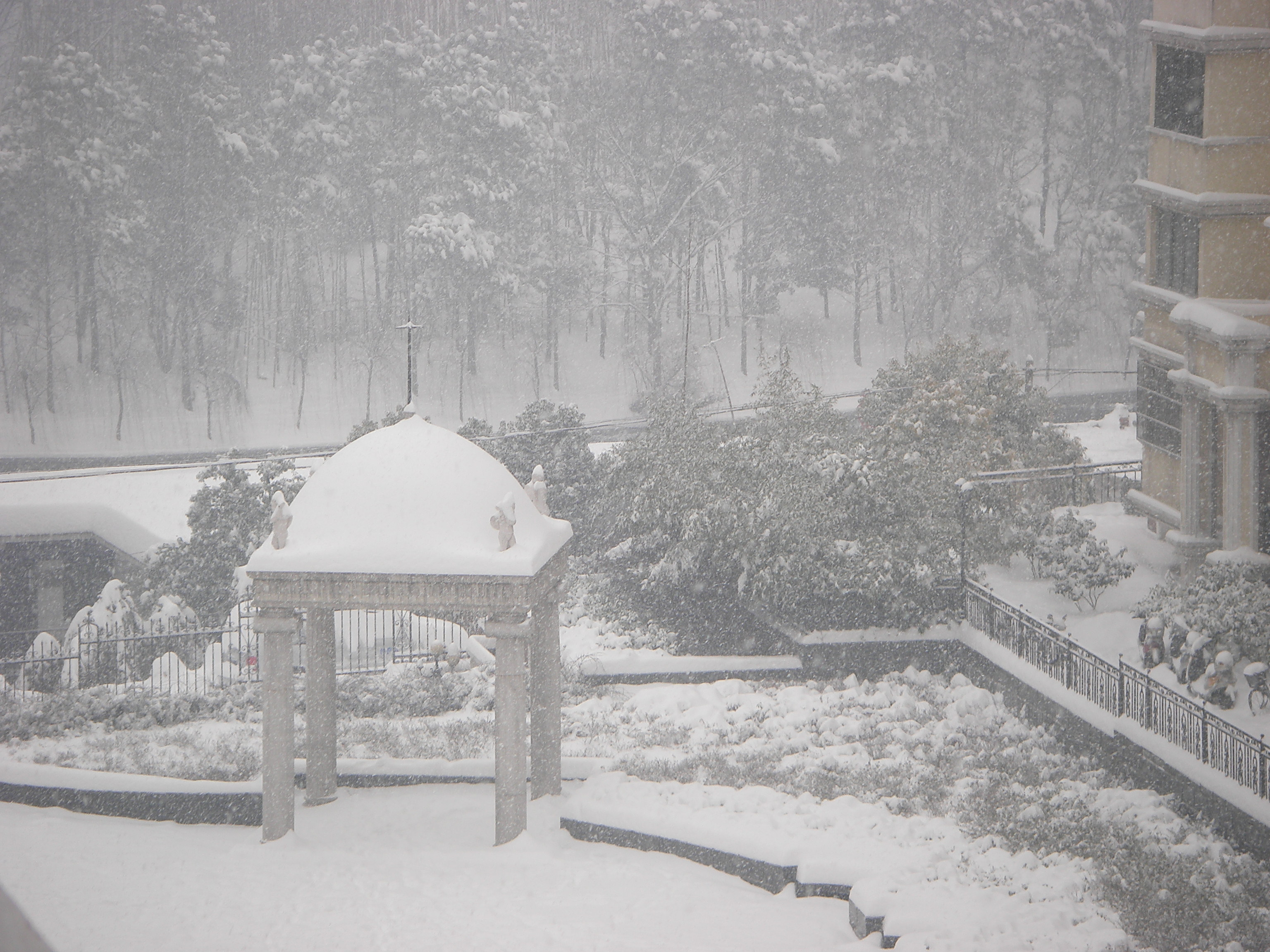
2008年中国安徽合肥冬季风暴

在可能发生冬季风暴的国家，政府和卫生组织拥有网站和在线服务，提供有关如何为恶劣天气后果做好准备的建议。建议因住房标准、基础设施和安全法规而异，但一些提示是相同的，例如：储备三天的食物、水、药品和卫生用品，准备好保暖衣物，准备好手电筒和备用电池，随时了解最新情况，互相帮助，除非绝对必要，否则不要旅行。    